# Partido de la Unidad Nacional y el Desarrollo
El Partido de la Unidad Nacional y el Desarrollo es una organización política de Burkina Faso, parte de la oposición al régimen de Blaise Compaoré. En las elecciones de presidenciales de 2010 apoyaron la candidatura presidencial de Bénéwendé Stanislas Sankara.
Fundado por Boukary Kaboré (1993), quien fuese candidato presidencial en 2010 por otra colectividad.
Para el año 2010 apoyaron la candidatura opositora de Bénéwendé Stanislas Sankara, con quien se logró un tercer lugar con un 6,34%.
En las elecciones legislativas de 2012 no lograron representación parlamentaria.